# ماشین جهنمی
ماشین جهنمی (به انگلیسی: Infernal Machine) یک فیلم دلهره‌آور روان‌شناختی با بازی گای پیرس به نویسندگی و کارگردانی اندرو هانت است. این فیلم در ایالات متحده در ۲۳ سپتامبر ۲۰۲۲ و در بریتانیا در ۲ دسامبر ۲۰۲۲ توسط پارامونت پیکچرز منتشر شد.

## داستان
بروس کاگبرن، نویسنده منزوی و بحث‌برانگیز کتاب معروف ماشین جهنمی، زمانی که شروع به دریافت نامه‌های بی‌پایان از طرف یک طرفدار وسواسی و روانپریش می‌کند، از مخفیگاه بیرون کشیده می‌شود. چیزی که در پی می‌آید هزارتوی خطرناکی است که او به دنبال شخصی در پشت پیام‌های مرموز می‌گردد.

## بازیگران
- گای پیرس در نقش بروس کاگبرن
- آلیس ایو در نقش افسر لورا هیگینز
- الکس پتیفر در نقش دوایت تافورد
- جرمی دیویس در نقش الیجا

## تولید
فیلمبرداری به‌طور کامل در آلگاروه، پرتغال در پنج هفته در استودیو موی‌باکس در پرتغال و در لوکیشن‌های داخل و اطراف شهر لوله انجام شد. پارامونت پیکچرز حقوق جهانی این فیلم را در اکتبر ۲۰۲۱ به دست آورد.

## بازخوردها
در راتن تومیتوز بر اساس رای شش منقد سینما این فیلم امتیاز ۳۳ درصدی و نمره ۵٫۱ از ۱۰ را دارد.